# Naomi van der Werf
Naomi van der Werf (Zeist, 14 juni 1999) is een Nederlands langebaanschaatsster voor Gewest Fryslân.

## Persoonlijke records[2]
| Afstand    | Tijd    | Datum           | Baan       |
| ---------- | ------- | --------------- | ---------- |
| 500 meter  | 40,41   | 23 oktober 2021 | Heerenveen |
| 1000 meter | 1.20,13 | 1 november 2021 | Heerenveen |
| 1500 meter | 2.01,20 | 5 februari 2022 | Heerenveen |
| 3000 meter | 4.16,33 | 30 januari 2022 | Heerenveen |
| 5000 meter | 7.19,02 | 30 oktober 2022 | Heerenveen |

## Resultaten
| Jaar | NK Afstanden | NK Allround |
| ---- | ------------ | ----------- |
| 2019 |              | NC17        |
| 2020 |              | NC16        |
|      |              |             |
| 2023 | 15e 1500m    |             |
| 2024 |              | NC14        |
| 2025 | 15e 1500m    | NC14        |